# Chrysophyllum lanatum
Chrysophyllum lanatum är en tvåhjärtbladig växtart som beskrevs av Terence Dale Pennington. Chrysophyllum lanatum ingår i släktet Chrysophyllum och familjen Sapotaceae. IUCN kategoriserar arten globalt som starkt hotad.
Artens utbredningsområde är Colombia. Inga underarter finns listade i Catalogue of Life.